# Indigofera tanaensis
Indigofera tanaensis är en ärtväxtart som beskrevs av Jan Bevington Gillett. Indigofera tanaensis ingår i släktet indigosläktet, och familjen ärtväxter. Inga underarter finns listade i Catalogue of Life.